# Thouaré-sur-Loire
Thouaré-sur-Loire (Breton "Tarvieg") là một xã thuộc tỉnh Loire-Atlantique, trong vùng Pays de la Loire ở phía tây nước Pháp. Xã này nằm ở khu vực có độ cao trung bình 13 mét trên mực nước biển. Theo điều tra dân số năm 2007 của INSEE, xã có dân số 7449 người.